# Augelite
La augelite è un minerale. La prima descrizione venne per opera di Christian Wilhelm Blomstrand su un campione proveniente dalla miniera di ferro Västanå nella contea della Scania in Svezia nel 1868. Il nome viene dalla parola greca αύγή per via della sua lucentezza perlacea.